# جوبان مصطفى باشا

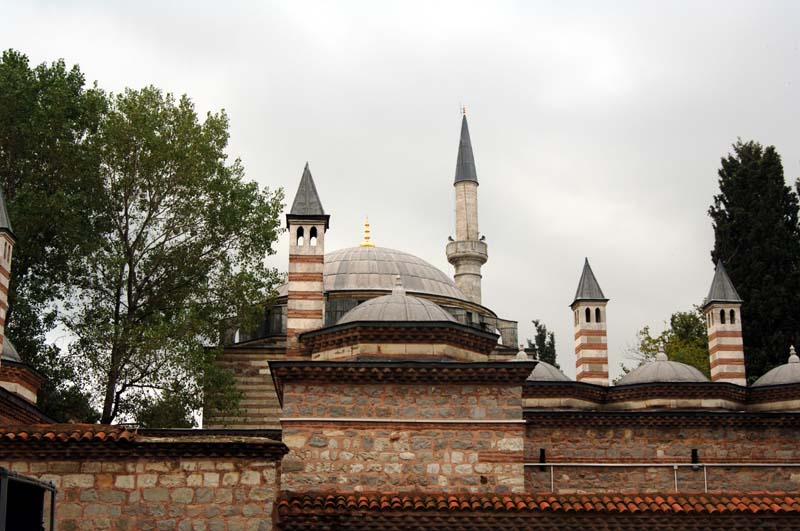
مسجد مصطفى باشا الراعي ، مدينة جبزي ، تركيا

جوبان مصطفى باشا أو مصطفى باشا الراعي (توفي 1529م) رجل دولة عثماني، عمل كحاجب حجاب ووزير وبكلربكي للإمبراطورية العثمانية خلال فترات متعددة من حياته .
عقب عمله كحاجب حجاب لفترة تم تعيينه وزيراً عام 1511م ثم بكلربكي على إيالة مصر عام 1522م لمدة عام واحد (1522م - 1523م).
شارك مصطفى باشا في حصار بلغراد عام 1521م وفي فتح جزيرة رودس في العام التالي وكلاهما من الانتصارات الحاسمة للعثمانيين في عهد السلطان سليمان القانوني ، وخلال فتح جزيرة رودس كان مصطفى باشا السردار الأكرم للجيش (رتبة تُمنح للوزراء في المعركة وتساوي القائد العام).
في وقت ما بنى مصطفى باشا الراعي جسراً في سويلنجراد جنوب بلغاريا وسمي هذا الجسر على اسمه "جسر مصطفى باشا" وحالياً يُعرف بـالجسر القديم .
توفي مصطفى باشا عام 1529م وهو في الطريق لحصار فيينا ودُفن في ضريحه بمدينة جبزي التركية الذي بناه لنفسه عام 1522م .